# Cornuticlava
Cornuticlava is een geslacht van vlinders uit de onderfamilie Tortricinae van de familie bladrollers (Tortricidae).

## Soorten
- Cornuticlava aritrana
- Cornuticlava beccarii
- Cornuticlava binaiae
- Cornuticlava chrysoconis
- Cornuticlava cuspidata
- Cornuticlava heijningeni
- Cornuticlava kobipoto
- Cornuticlava phanera
- Cornuticlava saliaris
- Cornuticlava spectralis